# Кубок Ізраїлю з футболу 2006—2007
Кубок Ізраїлю з футболу 2006–2007 — 68-й розіграш кубкового футбольного турніру в Ізраїлі. Титул вдруге поспіль здобув Хапоель (Тель-Авів).

## Регламент
Кубкова стадія складається з двох раундів: регіонального та національного, саме з національного раунду (1/16 фіналу) стартують клуби Прем'єр-ліги.

## 1/16 фіналу
| Команда 1                       | Рахунок      | Команда 2                        |
| ------------------------------- | ------------ | -------------------------------- |
| 4 квітня 2007                   |              |                                  |
| Бней-Єгуда                      | 1:2          | Хапоель (Кфар-Сава)              |
| 10 квітня 2007                  |              |                                  |
| Хапоель (Тель-Авів)             | 3:0          | Хапоель (Єрусалим) (2)           |
| Хапоель (Рамат-ха-Шарон) (2)    | 0:1          | Маккабі (Петах-Тіква)            |
| Бейтар Шишмон (Тель-Авів) (3)   | 3:3 пен. 1:3 | Хапоель (Марморек) (3)           |
| Хапоель (Рамат-Ган) (3)         | 1:0 дч       | Хапоель (Раанана) (2)            |
| Маккабі Хашикма (Рамат-Ган) (3) | 0:0 пен. 3:2 | Хапоель (Бней-Ядейді) (4)        |
| Хапоель (Назарет-Ілліт) (2)     | 2:0          | Хапоель Іроні (Кір'ят-Шмона) (2) |
| Хапоель (Бней-Лод) (2)          | 3:2 дч       | Маккабі Ахі (Назарет) (2)        |
| Хапоель (Петах-Тіква)           | 0:1          | Хапоель (Герцлія) (3)            |
| Хапоель (Хайфа)                 | 3:0          | Маккабі (Беер-Шева) (3)          |
| Хапоель (Ашкелон) (2)           | 2:0          | Хапоель (Беер-Шева) (2)          |
| Маккабі (Тель-Авів)             | 2:1 дч       | Хакоах Маккабі Амідар            |
| Маккабі (Нетанья)               | 1:2 дч       | Бней Сахнін (2)                  |
| Ашдод                           | 3:2          | Маккабі Іроні (Кір'ят-Ата) (4)   |
| Хапоель (Акко) (2)              | 1:1 пен. 3:1 | Маккабі (Герцлія)                |
| 18 квітня 2007                  |              |                                  |
| Маккабі (Хайфа)                 | 1:1 пен. 4:3 | Бейтар (Єрусалим)                |

## 1/8 фіналу
| Команда 1                       | Рахунок      | Команда 2               |
| ------------------------------- | ------------ | ----------------------- |
| 20 квітня 2007                  |              |                         |
| Хапоель (Хайфа)                 | 2:1          | Хапоель (Акко) (2)      |
| 21 квітня 2007                  |              |                         |
| Маккабі (Петах-Тіква)           | 1:0          | Хапоель (Герцлія) (3)   |
| Хапоель (Кфар-Сава)             | 1:1 пен. 2:3 | Хапоель (Рамат-Ган) (3) |
| Хапоель (Назарет-Ілліт) (2)     | 0:1          | Ашдод                   |
| Маккабі (Хайфа)                 | 2:1 дч       | Хапоель (Бней-Лод) (2)  |
| Маккабі Хашикма (Рамат-Ган) (3) | 0:2          | Хапоель (Ашкелон) (2)   |
| Бней Сахнін (2)                 | 2:1 дч       | Маккабі (Тель-Авів)     |
| Хапоель (Марморек) (3)          | 0:1          | Хапоель (Тель-Авів)     |

## 1/4 фіналу
| Команда 1               | Рахунок | Команда 2       |
| ----------------------- | ------- | --------------- |
| 1 травня 2007           |         |                 |
| Хапоель (Ашкелон) (2)   | 2:0     | Хапоель (Хайфа) |
| Маккабі (Петах-Тіква)   | 0:4     | Ашдод           |
| Хапоель (Рамат-Ган) (3) | 1:0 дч  | Маккабі (Хайфа) |
| Хапоель (Тель-Авів)     | 3:0     | Бней Сахнін (2) |

## 1/2 фіналу
| Команда 1               | Рахунок | Команда 2             |
| ----------------------- | ------- | --------------------- |
| 9 травня 2007           |         |                       |
| Хапоель (Рамат-Ган) (3) | 0:1     | Хапоель (Ашкелон) (2) |
| Хапоель (Тель-Авів)     | 1:0     | Ашдод                 |

## Фінал
| 16 травня 2007 |

| Хапоель (Ашкелон) (2) | 1:1      | Хапоель (Тель-Авів) |
| --------------------- | -------- | ------------------- |
| Начум 7'              | Протокол | де Бруно 74'        |

| Стадіон «Рамат-Ган», Рамат-Ган Глядачів: 40 000 Арбітр: Ассаф Кейнан |

|                                              |     | Пенальті                                 |  |
| Сангой · Шкурі · Бен-Саадон · Елкаям · Зохар | 4:5 | Бадір · де Бруно · Туама · Антебі · Паес |  |